# Herrerasauridae
Die Herrerasauridae sind eine Gruppe sehr früher Echsenbeckensaurier  (Saurischia) und gehören zu den ältesten Dinosauriern, die bis heute gefunden wurden. Das Taxon enthält nur die drei Gattungen Herrerasaurus, Sanjuansaurus und Staurikosaurus, die alle im südamerikanischen Karnium (frühe Obertrias) lebten. Mit Chindesaurus gibt es auch einen Fund unsicherer Zuordnung aus dem Norium, die aus New Mexico (USA) stammen.

## Merkmale
Herrerasaurus wurde etwa drei bis fünf Meter lang und war, zusammen mit den Rauisuchiern Prestosuchus, Fasolasuchus und Saurosuchus der Spitzenprädator seiner Zeit. Staurikosaurus erreichte eine Länge von drei Meter und lebte ebenfalls carnivor. Beide bewegten sich zweibeinig fort.

## Systematik
Die systematische Position der Herrerasauridae war lange Zeit umstritten. Früher wurde oft angenommen, dass sie außerhalb der Saurischia stehen und das Schwestertaxon der Dinosaurier (Ornithischia und Saurischia) sind. Im Kontrast dazu sehen einige Wissenschaftler in ihnen die ursprünglichsten Theropoden. Heute werden sie meist zu den Saurischia gestellt, als Schwestergruppe eines Taxons aus Sauropodomorpha und Theropoda.
Folgendes Kladogramm macht die wahrscheinlichen verwandtschaftlichen Beziehungen der Herrerasauridae deutlich:
|  | Herrerasaurus  |
|  |                |
|  | Staurikosaurus |
|  |                |

|  | Theropoda       |
|  |                 |
|  | Sauropodomorpha |
|  |                 |

|  | Herrerasaurus  |
|  |                |
|  | Staurikosaurus |
|  |                |

|  | Theropoda       |
|  |                 |
|  | Sauropodomorpha |
|  |                 |

Im Jahre 2017 wurde eine detaillierte phylogenetische Studie veröffentlicht, die revolutionär eine neue systematische Position vorschlägt. Demnach stehen die Herrerasauridae den Sauropodomorpha näher als den Theropoda, die wiederum die Ornithischia als Schwestergruppe haben und mit diesen in der Klade Ornithoscelida vereint werden. Herrerasauridae und Sauropodomorpha werden in der neu definierten Klade Saurischia vereint, und die Saurischia bilden zusammen mit den Ornithoscelida die Dinosauria:
|  | Herrerasauridae |
|  |                 |
|  | Sauropodomorpha |
|  |                 |

|  | Ornithischia |
|  |              |
|  | Theropoda    |
|  |              |

|  | Herrerasauridae |
|  |                 |
|  | Sauropodomorpha |
|  |                 |

|  | Ornithischia |
|  |              |
|  | Theropoda    |
|  |              |